# Euryneura mexicana
Euryneura mexicana är en tvåvingeart som beskrevs av Kertesz 1908. Euryneura mexicana ingår i släktet Euryneura och familjen vapenflugor. Inga underarter finns listade i Catalogue of Life.